# Back to the beginning

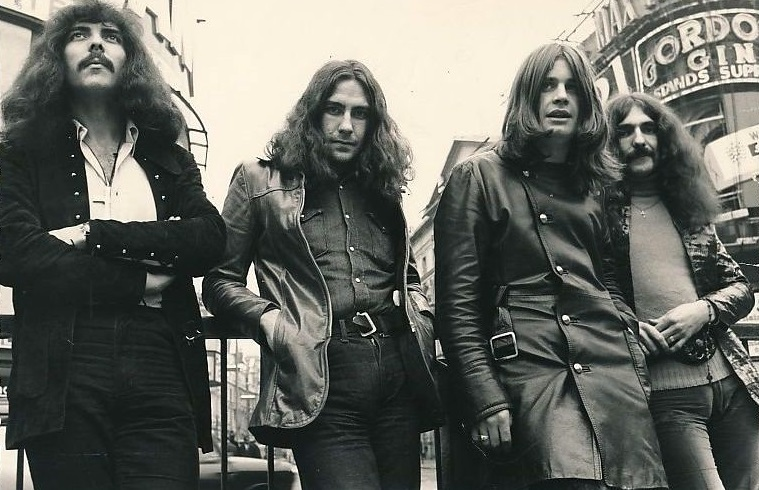
Bandet Black Sabbath år 1970

Back to the beginning var en konsert med det brittiska rockbandet Black Sabbath och hölls den 5 juli 2025 på Villa Park i Birmingham. Det var första gången bandets ursprungliga medlemmar uppträdde tillsammans sedan 2005, och blev också den sista konserten Ozzy Osbourne framförde på grund av dennes parkinsonsjukdom. Sångarens sjukdom medförde att denne satt ner under hela framförandet. 
Arenan för konserten valdes då den ligger nära platsen där bandet bildades. Innan hela bandet återförenades på scen framförde Osbourne ensam fem av sina solo-låtar. 

## Musikaliska samarbeten och förband
Konserten programleddes av skådespelaren Jason Momoa och innehöll även framträdanden av andra grupper liksom musikaliska samarbeten. Bland annat spelade förband som Metallica, Guns n Roses, Alice in Chains, Anthrax, Pantera, Lamb of God och Slayer. Utöver förbanden innehöll konserten också musikaliska samarbeten vid namn Super Group A och Super Group B. Dessa samarbeten innehöll musiker som Adam Wakeman, David Ellefson, Jack Black, Billy Corgan, Steven Tyler, Tom Morello, Travis Barker och Chad Smith. Konserten bjöd även på en "drum-off" med de två sistnämnda och Danny Carey samt med Nuno Bettencourt, Rudy Sarzo och Tom Morello medverkande på scen. 

## Låtlista

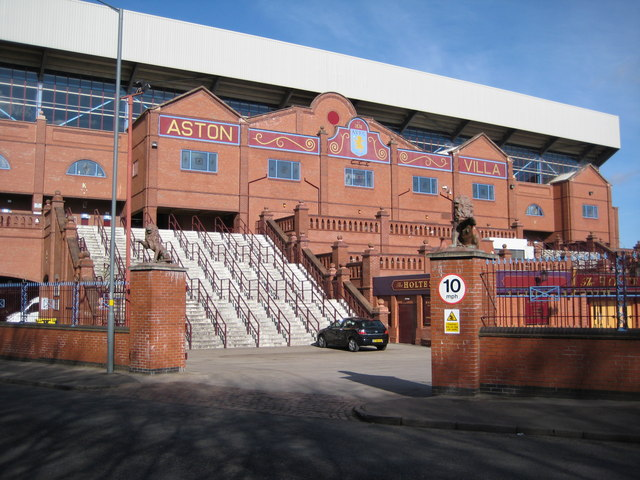
Villa Park, arenan där konserten framfördes.

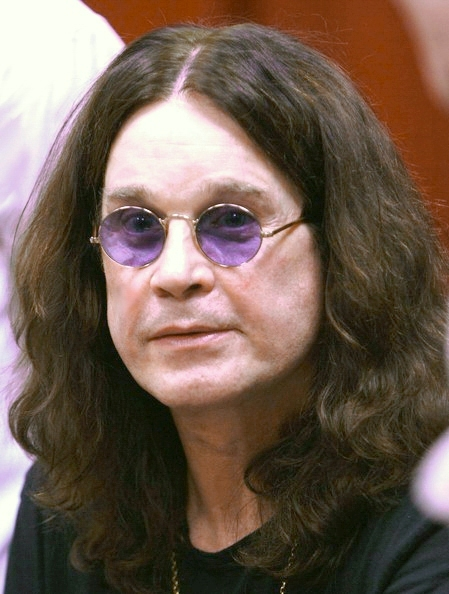
Ozzy Osbourne
I Don't Know
Mr. Crowley
Suicide Solution
Mama, I'm Coming Home
Crazy Train
Black Sabbath
War Pigs
N.I.B.
Iron Man
Paranoid